# Ванхуны

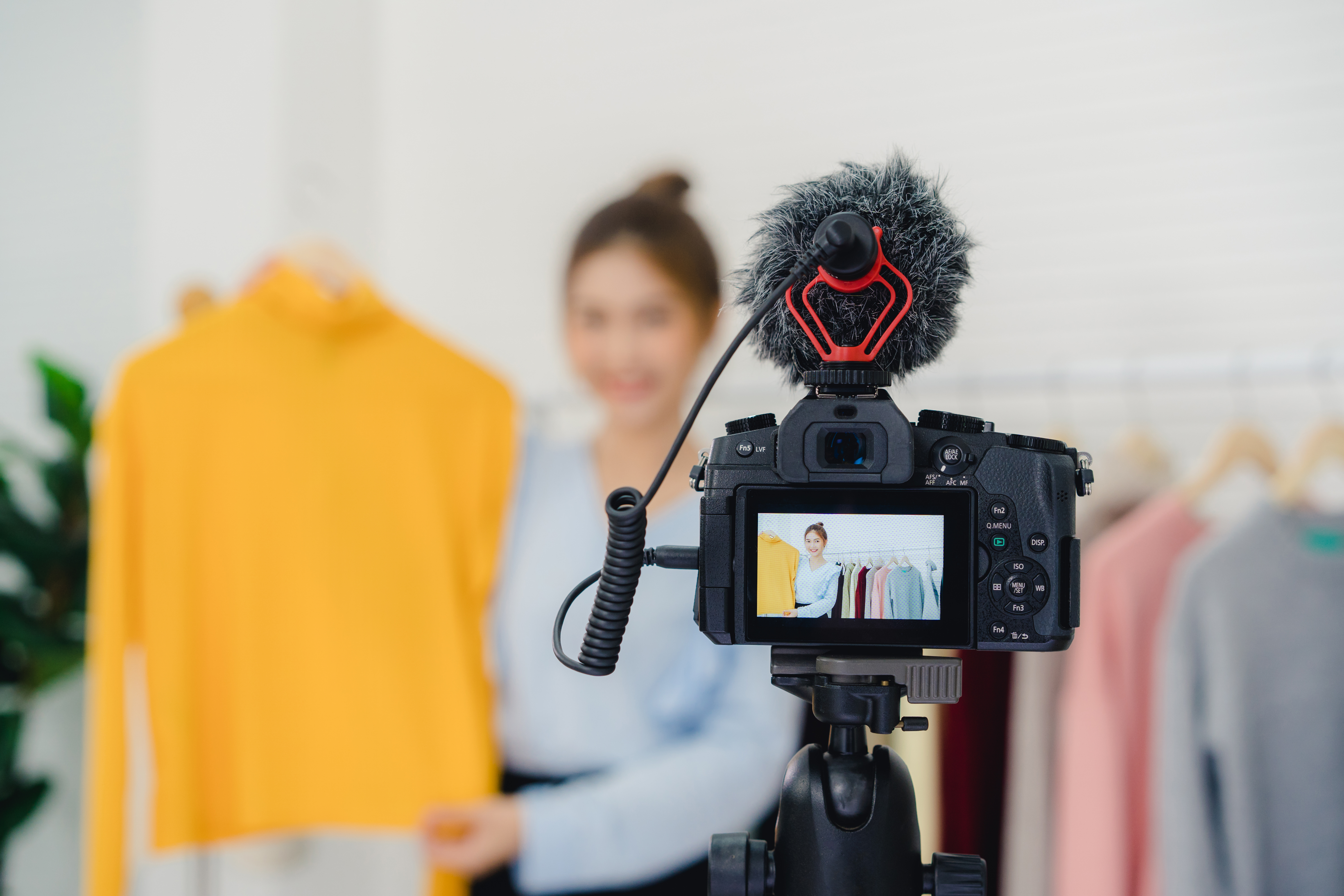
Ванху́н

Ванху́ны (кит. 网红) — блогеры-инфлюэнсеры в Китайской Народной Республике. В связи с развитием цифрового маркетинга, социальных сетей и других виртуальных инструментов начала зарождаться так называемая «экономика ванхунов», или «ванхун-экономика» — цифровая экономика, основанная на маркетинге влияния в социальных сетях. Слово «ванхун» представляет собой сокращение от термина «интернет-знаменитость» (кит. упр. 网络红人, пиньинь wǎngluò hóngrén, палл. ванло хунжэнь).
В 2018 году объём ванхун-экономики составил 18,3 млрд долларов США, или 116 млрд юаней (в 2016 году — 58 млрд юаней). Количество блогеров, собравших более 100 тысяч подписчиков, в 2017 году приблизилось к 1,5 млн человек.

## Ванхуны как общественное явление
Ванхунов можно условно разделить на несколько категорий:
- стримеры,
- владельцы аккаунтов на WeChat,
- блогеры с магазинами на китайских маркетплейсах,
- обычные люди, которые прославились в Интернете[4].

Ванхуны выстраивают свой имидж на привлекательной внешности и женственности, которые они широко используют, чтобы привлечь внимание общественности, новых последователей и поклонников. «Wanghong lian» стало самой популярной фразой 2016 года, что привело к живому обсуждению новых идеалов красоты и растущей популярности пластической хирургии, объективизации и коммерциализации тела, а также возрастающего значения внешнего вида для социального и экономического успеха человека с 2000-х годов.
Ванхуны являются частью так называемой «экономики красоты». Буквально продавая свои красивые лица, ванхуны превращают символический капитал посредством электронной коммерции и онлайн-рекламы в реальные экономические выгоды. Использование «капитала тела» подогревает общественный дискурс о янцзи (ценности симпатичного лица) в китайском обществе.

## Критика
Существуют различные подходы к определению понятия ванхунов. Некоторые исследователи определяют их просто как популярных блогеров с заданным показателем количества подписчиков (100 тысяч человек или иное значение). Кроме того, существует подход, по которому следует разделять понятия ванхунов и блогеров, поскольку первые являются не более, чем инфлюэнсерами, оказывающими влияние на процесс принятия решений о покупке среди своих подписчиков.
Индустрия ванхунов часто подвергается критике за коммерческий подход, конвейерный характер, ограничение свободы творчества и строгую ориентацию на интересы аудитории, а не на самовыражение. Кроме того, вызывают негативную оценку и идеалы, которые продвигают ванхуны: сильный акцент на внешности, активное использование пластической хирургии и макияжа, насаждение потребления.

## Бизнес-модели
Ванхун-экономика развивается в соответствии с двумя основными бизнес-моделями: онлайн-ритейл и реклама в социальных сетях. В модели онлайн-ритейл используется социальная медиаплатформа для продажи продукции под собственным брендом среди подписчиков в формате C2C на площадках наподобие Taobao. Знаменитости работают в качестве моделей в своих магазинах, публикуя фотографии или видеоролики, где они демонстрируют разную одежду или аксессуары и дают советы по макияжу, моде и стилю. Являясь лидерами общественного мнения, ванхуны играют важную роль в продвижении товаров и услуг. Последователи ванхунов подражают их стилю и разделяют их мировоззрение, становясь их самыми лояльными потребителями. От потребителей в значительной степени зависит успешность продаж. Этот тип потребителей некоторые исследователи называют «prosumers» или «профессиональные клиенты». Новые формы потребления постепенно порывают с жёсткой социальной стратификацией и в конечном итоге регулируются модными тенденциями и экспертами, обладающими хорошим вкусом. Например, Чжан Дай, одна из самых известных в Китае ванхунов с 4,9 млн подписчиков, зарабатывает 300 млн юаней (46 млн долларов США) в год. При этом самая популярная в Китае актриса Фань Бинбин, по данным Forbes, заработала только около 21 млн долларов США.
Для привлечения внимания пользователей Интернета ванхуны генерируют высококачественный оригинальный контент. Эти интернет-знаменитости нарушили монополию традиционных СМИ, заполучив тысячи подписчиков, которые готовы получать информацию от них и доверять ей. Существует два способа интеграции рекламного контента. Первый способ состоит в том, чтобы платить интернет-знаменитостям за рекламу продуктов. Это достаточно выгодный для рекламодателей подход, поскольку заказчики рекламы используют базу подписчиков ванхунов для привлечения внимания к своему продукту, а также потому, что существует возможность легко различить потребности и характеристики разных групп при выборе ванхуна. Чтобы удовлетворить потребности клиентов, ванхуны постоянно повышают точность рекламного сообщения. При втором, более новом подходе «Live + E-mall + Wanghong» создается платформа для последователей и зрителей, чтобы они могли общаться с ванхуном. Реклама может быть интегрирована в содержание выступления различными способами, чтобы её было легче воспринимать покупателям.

## Цифровой маркетинг
Цифровой маркетинг широко используется на разных стадиях работы ванхуна с аудиторией, а также компаний с ванхуном. Интернет-знаменитости обладают талантами и навыками, в различных областях, связанных с красотой, модой, питанием, жизнью, юмором, образованием, музыкой и т. п. Коммерческий успех ванхунов привел к появлению «фабрик ванхунов» для извлечения прибыли из их контента. Существуют профессиональные интернет-компании для создания и продвижения.
В китайской культуре люди с большей вероятностью приобретут товары по рекомендации других людей, и, поскольку фанаты ванхунов постоянно следят за активностью ванхунов в социальных сетях, они с большей вероятностью будут покупать то, что им рекомендуют отдельные люди, а не общие массовые рекламные кампании.
Стандартная цифровая маркетинговая стратегия при продвижении ванхунов может быть условно разделена на следующие шаги:
- позиционирование интернет-знаменитости, определение характеристик ванхуна и его целевой аудитории;
- повышение осведомлённости потребителей и влияния ванхуна на общественное мнение;
- конвертация популярности ванхуна в доход.

Чем больше у интернет-знаменитостей лояльных поклонников, тем выше доход, который они могут получить. В дальнейшем маркетинговая стратегия была нацелена на защиту публичного имиджа знаменитостей в Интернете, предотвращение утраты популярности и актуальности, как следствие, потери поклонников.
Средства цифрового маркетинга в основном можно разделить на:
- социальные сети,
- видеохостинги,
- поисковые системы,
- новостные порталы
- маркетплейсы.

Интернет-знаменитости размещают рекламные объявления в поисковых системах, чтобы они появлялись в связанных поисках или чтобы их рейтинг был выше. Другие видеосайты, такие как YouTube, и электронные бизнес-платформы, такие как Taobao, также являются важным способом продвижения интернет-знаменитостей. Рекламный доход от видеохостинга и продаж в интернет-магазине в большинстве случаев является основным доходом ванхунов. Они могут тратить деньги на продвижение своих собственных видео или магазинов на главной странице выдачи поисковой машины или социальной сети, чтобы привлечь больше аудитории. Интернет также создает совершенно новые рынки для продуктов и предложений услуг. Электронная коммерция в корне меняет розничный сектор и ведет к увеличению потребления. Цифровизация создала новое поколение китайских потребителей. Эти новые потребители имеют более сложные привычки потребления, чем китайские потребители когда-либо имели в прошлом. Чтобы добиться успеха, предприятия должны понимать своих клиентов и предлагать им особый опыт. Понимание клиентов требует получения ценной информации о них.

## Целевая аудитория
Так называемые миллениалы и представители поколения Z в большей степени зависят от смартфонов, ценят разнообразие вкусов, проводят больше времени в социальных сетях, чаще совершают покупки в Интернете. Их эгоцентричное, рациональное потребление, стремление к новизне и жажда знаний, стремление превзойти других и нетерпение определяют стремительное развитие ванхун-экономики. Этому способствует также восприятие исключительно новых рекламных методов, а не традиционных способов и методов маркетинга. Для представителей этих поколений ванхуны — более аутентичный источник информации по сравнению с «обычными» знаменитостями. Ванхуны выступают в роли лидеров мнений в определённой области. Создавая видеоролики о том, «как делать макияж», «как правильно одеваться» и т. д., раздавая полезные советы и рекомендации, они играют важную роль в процессе принятия решений о покупке.